# Milionia beata
Milionia beata là một loài bướm đêm trong họ Geometridae.